# Et si en plus y'a personne
Pistes de La Vie Théodore
À cause d'elle Le Mystère
Et si en plus y'a personne est une chanson écrite et interprétée par Alain Souchon et composée par Laurent Voulzy sortie en 2005. La chanson dénonce les horreurs engendrées au nom des religions et souligne que l'existence d'un Dieu reste une hypothèse. Elle a été chantée lors de la soirée de soutien à Charlie Hebdo le 11 janvier 2015.

## Présentation
La chanson s'adresse aux croyants de toutes les religions (comme le montre les trois prénoms : Abderrhamane, Martin et David qui font référence à l'islam, au christianisme et au judaïsme, les trois principales religions monothéistes pratiquées) et leur demande si tous les combats menés aux noms de leurs religions serviraient à quelque chose « si le ciel était vide ». Le refrain reprend l'idée de tous ces gens qui peut-être prient un Dieu absent :
« Tant d'angélus 

Ding 

Qui résonnent 

Et si en plus 

Ding 

Y'a personne »
Dans une strophe, la chanson met également en évidence les paradoxes de la religion en reconnaissant ses bienfaits, mais se termine en rappelant que d'autres prennent les armes pour ces idées.
« Il y a tant de torpeurs 

De musiques antalgiques

Tant d'anti-douleurs dans ces jolis cantiques

Il y a tant de questions et tant de mystères

Tant de compassions et tant de revolvers »
Après cette strophe, on entend quatre termes utilisés lors des prières, dans quatre religions respectivement : le judaïsme, l'islam, l'hindouisme et le christianisme : Baroukh hachem, Inch Allah, Hare Krishna et Alléluia.
Finalement, la chanson pose la question de savoir si toutes ces guerres « ce n'était que le plaisir de zigouiller », la religion n'étant alors qu'un prétexte.

## Commentaires de l'œuvre
Il ne s'agit pas d'une chanson contre les religions ou en faveur de l'athéisme (Souchon se définissant plutôt comme agnostique) mais d'un hymne contre le fanatisme et l'intolérance dont sont victimes toutes les religions. Le titre de l'album (La Vie Théodore) dans lequel se trouve la chanson est d'ailleurs un hommage à Théodore Monod qui était un fervent protestant.
Interrogé sur sa chanson et son avis sur les religions, Alain Souchon annonce : « Les religions me touchent beaucoup parce qu'elles proposent un secours dont tous les hommes ont besoin. Ils sont un peu perdus dans cet inconnu où nous nous trouvons : la terre, l'infini, la mort... Donc les religions apportent des réponses aussi bien aux musulmans qu'aux juifs, bouddhistes ou chrétiens. Par contre, l'extraordinaire des événements récents de la vie mondiale est de constater que des guerres éclatent entre les gens à cause des religions : ils veulent que les autres choisissent la leur, sans ça ils les tuent ! Nous, on a fait pareil avec les croisades, l'Inquisition... Ce qui est curieux par rapport à ces guerres de religions, c'est qu'elles sont justement tellement loin de la religion ! C'est tragiquement drôle. »
Le clip vidéo de cette chanson a été tourné au Siège du Parti communiste français, un bâtiment d'Oscar Niemeyer.

## Classements
| Pays                                    | Meilleure position |
| --------------------------------------- | ------------------ |
| Belgique (Wallonie Ultratop 50 Singles) | 12                 |
| France (SNEP)                           | 19                 |